# Дидлово
Дидлово — деревня в Будогощском городском поселении Киришского района Ленинградской области.

## История
Деревня Дятлова упоминается на карте Новгородского наместничества 1792 года А. М. Вильбрехта.
Как деревня Дитлова она обозначена на специальной карте западной части России Ф. Ф. Шуберта 1844 года.

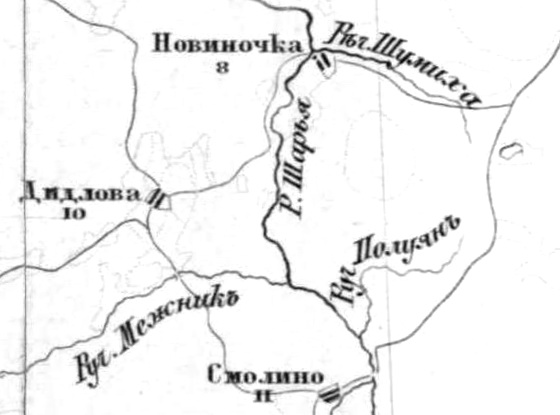
Деревня Дидлово на карте Ф. Ф. Шуберта 1872 года

Согласно карте Ф. Ф. Шуберта 1872 года деревня называлась Дидлова и насчитывала 10 крестьянских дворов.

ДЕДЛОВО — деревня Дедловского сельского общества, прихода села Клинкова, при реке Шарье.
 
Дворов крестьянских — 28, в том числе бобыльских — 1. Строений — 67, в том числе жилых — 36. Мелочная лавка.

Число жителей по семейным спискам 1879 г.: 75 м. п., 68 ж. п.; по приходским сведениям 1879 г.: 70 м. п., 70 ж. п.

Сборник Центрального статистического комитета описывал её так:

ДИТЛОВА — деревня бывшая государственная, дворов — 22, жителей — 126; часовня, лавка. (1885 год)

В конце XIX века деревня административно относилась к Грузинской волости 1-го стана, в начале XX века — Грузинской волости 2-го стана 2-го земского участка Новгородского уезда Новгородской губернии.

 
ДЕДЛОВО (ДИТЛОВО) — деревня Дитловского общества, дворов — 34, жилых домов — 60, число жителей: 88 м. п., 92 ж. п. 

Занятия жителей — земледелие, возка леса. Река Шарья. Часовня. (1907 год)

Согласно карте Петроградской и Новгородской губерний 1915 года деревня называлась Дидлова и насчитывала 10 крестьянских дворов.
В начале XX века близ деревни находился жальник.
С 1917 по 1927 год деревня Дидлово входила в состав Оскуйской волости Новгородского уезда Новгородской губернии.
С 1927 года в составе Крестецкого сельсовета Будогощенского района.
В 1928 году население деревни Дидлово составляло 165 человек.
С 1932 года в составе Киришского района. 

Деревня Дидлово на карте 1932 года

Согласно карте Ленинградской области Северо-западного аэрогеодезического треста ГГУ издания 1932 года деревня называлась Дидлова и насчитывала 15 крестьянских дворов.
По данным 1933 года деревня называлась Дудлово и входила в состав Крестецкого сельсовета Киришского района.
Согласно переписи населения СССР 1939 года население деревни Дидлово составляли 28 мужчин и 39 женщин, всего 67 человек.
С 1963 года — в составе Волховского района.
С 1965 года вновь в составе Киришского района. В 1965 году население деревни Дидлово составляло 14 человек.
По данным 1966 года деревня Дидлово также входила в состав Крестецкого сельсовета.
По данным 1973 и 1990 годов деревня Дидлово входила в состав Будогощского сельсовета.
В 1997 году в деревне Дидлово Будогощской волости проживали 2 человека, в 2002 году — 4 (русские — 75 %).
В 2007 году в деревне Дидлово Будогощского ГП не было постоянного населения, в 2010 году проживали 3 человека.

## География
Деревня расположена в юго-восточной части района на автодороге 41К-115 (Кириши — Будогощь — Смолино).
Расстояние до административного центра поселения — 23 км.
Расстояние до ближайшей железнодорожной станции Будогощь — 22 км.
К югу от деревни протекает ручей Межник, к востоку — река Шарья.

## Демография
| 1879 | 1885 | 1907 | 1928 | 1965 | 1997 | 2002 |
| ---- | ---- | ---- | ---- | ---- | ---- | ---- |
| 143  | ↘126 | ↗180 | ↘165 | ↘14  | ↘2   | ↗4   |
| 2007 | 2010 | 2017 |      |      |      |      |
| ↘0   | ↗3   | ↘2   |      |      |      |      |

### Национальный состав
Согласно данным Всероссийской переписи населения 2021 года в деревне проживали 4 человека, все русские.

## Улицы
Дачная, Лесная.